# Lakshman Kadirgamar
Lakshman Kadirgamar (n. 12 aprilie 1932 – d. 13 august 2005) a fost un politician Sri Lankan. A fost ministrul de externe a Sri Lankăi din 1994 până în 2001 și din nou din aprilie 2004, până când a fost asasinat în august 2005.

## Tinerețe
Kadirgamar a fost un creștin de etnicitate tamilă. A fost născut în Manipay, Jaffna și a fost educat la Colegiul Trinity din Kandy. Mai târziu, a făcut facultatea de drept la Universitatea din Ceylon, terminând în 1953. Kadirgamar avea de asemenea o facultate de literatură de la prestigioasă Universitate din Oxford. A fost avocat până în 1974, când a devenit consultant la Organizația Internațională a Muncii în Geneva.

## Carieră politică
Deși nu a fost niciodată ales prin vot public, Kadirgamar a fost parlamentar din 1994, ca reprezentant a Alianței Poporului. A fost ministru de externe în guvernul Alianței, sub președintele Chandrika Kumaratunga. După ce guvernul Alianței a fost învins în alegerile din 2001, a devenit consultant special în afaceri externe a președintelui Kumaratunga. Deși Kadirgamar a fost Tamil, a suportat politica guvernului Bandaranaike de a nu negocia cu grupul de rebeli Tigrii Tamili din nordul Sri Lankăi.
În 2003, Kadirgamar a fost candidat pentru poziția de secretar-general a Commonwealth-ului, dar a fost învins de Don McKinnon din Noua Zeelandă.
După victoria Alianței de Libertate a Poporului Unit la 2 aprilie 2004, Kadirgamar a fost menționat ca și candidat pentru a deveni premier în Sri Lanka, dar pe 6 aprilie, președintele Kumaratunga la nominalizat pe Mahinda Rajapakse în această poziție. Peste patru zile, Kadirgamar a devenit din nou ministru de externe.

## Asasinare
Pe 12 august 2004, le orele 23:00 (UTC +6), Kadirgamar a fost împușcat în Colombo, între timp ce ieșea din pișcina casei proprie. Raporturile arată că a primit două gloanțe la cap, unul în gât și unul în stomac. A fost urgent trimis la Spitalul Național, unde a murit. O sursă anonimă din guvern spune că a murit din cauza rănilor sale.
Inspectorul General a Poliției din Sri Lanka, Chandra Fernando, a spus că doi oameni s-au ascuns în blocuri lângă casa lui Kadirgamar în cartierul diplomatic din Colombo. Deși încă nu s-a identificat asasinul, Inspectorul General a Poliției a dat vina pe Tigrii Tamili.
Poliția Sri Lankană a arestat doi oameni în legătură cu asasinarea ministrului, au confirmat sursele de poliție pe 13 august 2005. Tigrii Tamili nu au acceptat responsabilitate pentru asasinare, dând vina pe alți insurgenți.

### Reacție internațională
India a numit asasinarea ca o "crimă teroristă" și a oferit suportul său deplin. Secretarul de Stat a Statelor Unite ale Americii, Condoleezza Rice, care s-a întâlnit cu Kadirgamar în iunie 2005, a condamnat asasinarea ca o "ucidere fără sens și un act vicios de teroare", în același timp rugând Sri Lankanii să nu lase ca acest caz să reînceapă războiul civil din această țară. Secretarul Generat a Națiunilor Unite, Kofi Annan, a spus că, "Sri Lanka a pierdut un politician mult-respectat care a fost dedicat la pace și unitate națională."
1. ↑   http://news.bbc.co.uk/2/hi/south_asia/4147482.stm Lipsește sau este vid: |title= (ajutor)